# لاري هارفي
لاري هارفي (بالإنجليزية: Larry Harvey)‏ هو فنان أمريكي، ولد في 11 يناير 1948 في سان فرانسيسكو في الولايات المتحدة، وتوفي بنفس المكان في 28 أبريل 2018 بسبب سكتة.

## وصلات خارجية
- لاري هارفي على موقع إن إن دي بي (الإنجليزية)